# 17 de septiembre
El 17 de septiembre es el 260.º (ducentésimo sexagésimo) día del año —el 261.º (ducentésimo sexagésimo primero) en los años bisiestos— en el calendario gregoriano. Quedan 105 días para finalizar el año.

## Acontecimientos
- 1007: a 25 km al sudoeste de Bagdad (Irak), un terremoto produjo 16 000 muertos.
- 1111: Alfonso Raimúndez se convierte en rey de Galicia, más tarde sería el rey Alfonso VII.
- 1176: el ejército bizantino y el ejército turco selyúcida libraron la batalla de Miriocéfalo.
- 1303: en Shanxi (China), a las 0:20 (hora local) sucedió un violento terremoto de magnitud 8,0 en la escala sismológica de Richter, dejando un saldo de entre 200 000 y 500 000 muertos.
- 1497: Pedro de Estopiñán tomó Melilla en nombre de los duques de Medina Sidonia para la Corona de Castilla.
- 1631: Gustavo Adolfo II de Suecia y su ejército derrotan a las fuerzas imperiales al mando del conde de Tilly en la batalla de Breitenfeld, poniendo la guerra de los 30 años a favor de las fuerzas protestantes.
- 1787: en Estados Unidos, los congresistas ratifican la constitución.
- 1788: en Karánsebes (actual Rumania) ocurre la batalla de Karánsebes, donde los soldados austríacos atacan a compañeros de sus mismas tropas por error.
- 1809: la Guerra de Finlandia termina oficialmente.
- 1831: en Chile se le confiere a Rengo el título de ciudad.
- 1843: en Santiago de Chile se funda la Universidad de Chile, sucesora de la Real Universidad de San Felipe.
- 1861: en el marco de la Guerra civil argentina, las fuerzas de la provincia de Buenos Aires, al mando de Mitre vencen a las fuerzas nacionales de Urquiza en la batalla de Pavón.
- 1869: en Argentina, durante la presidencia de Domingo Sarmiento, finaliza el primer censo nacional.
- 1894: en el marco de la primera guerra sino-japonesa, los japoneses vencen a los chinos en la batalla naval del río Yalu.
- 1913: Cantonización de Milagro (Ecuador).
- 1914: Andrew Fisher toma posesión como primer ministro de Australia por tercera y última vez.
- 1923: fundación de Luis Ángel Firpo, club de fútbol salvadoreño de Usulután.
- 1939: los soviéticos invaden Polonia oriental.
- 1943: la ciudad rusa de Briansk es liberada de los nazis por los ejércitos soviéticos.
- 1944: en el marco de la Segunda Guerra Mundial, tropas aerotransportadas de los Aliados invaden los Países Bajos como parte de la operación Market-Garden.
- 1958: en el Área U3h del Sitio de pruebas de Nevada (a unos 100 km al noroeste de la ciudad de Las Vegas), a las 11:30 (hora local), Estados Unidos detona a 150 m bajo tierra su bomba atómica Bernalillo, de 0,015 kt.
- 1964: en México se inaugura el Museo Nacional de Antropología.
- 1968: a 468 m bajo tierra, en el Área U2cms del Sitio de pruebas atómicas de Nevada, a las 6:00 (hora local), Estados Unidos detona su bomba atómica Stoddard, de 31 kt. Es la bomba n.º 577 de las 1129 que Estados Unidos detonó entre 1945 y 1992.
- 1978: en los Estados Unidos, el presidente egipcio Anwar el-Sadat y el primer ministro israelí Menahem Begin firman los acuerdos de Camp David.
- 1980: en Asunción (Paraguay), un comando integrado por combatientes argentinos abate al exdictador nicaragüense Anastasio Somoza Debayle (54), que había encontrado asilo bajo el Gobierno del dictador paraguayo Alfredo Stroessner.
- 1988: se inauguran los Juegos Olímpicos de Seúl (Corea del Sur), oficialmente conocidos como los Juegos de la XXIV Olimpiada.
- 1991: la Asamblea General de las Naciones Unidas admite a Corea del Norte, Corea del Sur, Micronesia, las Islas Marshall, Estonia, Letonia y Lituania como miembros de la ONU.
- 1991: en los Estados Unidos, la banda de hard rock Guns N' Roses publica los álbumes gemelos o álbum doble, Use Your Illusion I y II; en ellos aparecen canciones como Don't Cry, November Rain y Estranged.
- 1991: se publica en Internet la primera versión (0.01) del kernel Linux.
- 2007: la Unión Europea gana la demanda de monopolio contra Microsoft.
- 2008: en Pekín (China) se celebra la ceremonia de clausura de los XIII Juegos Paralímpicos.
- 2008: la Unión Astronómica Internacional (IAU) se inclina en favor de la propuesta del equipo investigador de Estados Unidos y en honor de una deidad hawaiana anuncia el nombre de Haumea para el quinto planeta enano del sistema solar.
- 2008: Google lanza la versión en español de Knol.
- 2011: el movimiento Occupy Wall Street comienza en el Zuccotti Park de la ciudad de Nueva York.
- 2012: Esperanza Aguirre dimite en Madrid de la Asamblea que preside y de su escaño en la misma.
- 2012: el Teatro Imperio de Valparaíso, edificio patrimonial de principios del siglo XX ubicado en el puerto chileno, se incendia y pierde completamente su infraestructura a salvedad de su fachada.
- 2013: Rockstar Games lanza el videojuego Grand Theft Auto V para PlayStation 3 y Xbox 360.
- 2024: Miles de buscapersonas utilizadas por Hezbolá explotan de manera simultánea en Líbano y Siria, dejando al menos 12 muertos y más de 2.750 heridos entre militantes de Hezbolá y civiles. Israel es el principal sospechoso de los atentados.

## Nacimientos
- 879: Carlos III de Francia, rey francés (f. 929).
- 1192: Minamoto no Sanetomo, shōgun del Shogunato de Kamakura (f. 1219).
- 1552: Paulo V, papa italiano entre 1605 y 1621 (f. 1621).
- 1584: Francisco Correa de Arauxo, compositor español (f. 1654).
- 1677: Stephen Hales, fisiólogo británico (f. 1761).
- 1711: Ignaz Holzbauer, compositor austríaco (f. 1783).
- 1730: Friedrich Wilhelm von Steuben, militar estadounidense nacido en Prusia (f. 1794).
- 1743: Nicolas de Condorcet, filósofo, matemático, y politólogo francés (f. 1794).
- 1763: Francisco das Chagas Santos, militar y político brasileño, destructor de las misiones jesuíticas (f. 1840).
- 1795: Saverio Mercadante, compositor de óperas, italiano (f. 1870).
- 1803: Constantin Wilhelm Lambert Gloger, ornitólogo alemán (f. 1863).
- 1819: Marthinus Wessel Pretorius, presidente sudafricano (f. 1901).
- 1820: Tomás Mejía, militar mexicano (f. 1867).
- 1826: Bernhard Riemann, matemático alemán (f. 1866).
- 1838: Valeriano Weyler, militar y político español (f. 1930).
- 1850: Abilio Manuel Guerra Junqueiro, poeta portugués (f. 1923).
- 1857: Konstantín Tsiolkovski, físico ruso (f. 1935).
- 1869: Christian Lange, historiador y pacifista noruego, premio nobel de la paz en 1921 (f. 1938).
- 1883: William Carlos Williams, escritor estadounidense (f. 1963).
- 1884: Charles Tomlinson Griffes, compositor estadounidense (f. 1920).
- 1892: Hendrik Franciscus Willen, organista, pianista y compositor neerlandés (f. 1981).
- 1895: Margarita de Dinamarca, aristócrata danesa (f. 1992)
- 1903: George Koltanowsky, ajedrecista belga (f. 2000).
- 1904: Edgar G. Ulmer, cineasta estadounidense (f. 1972).
- 1904: Frederick Ashton, bailarín y coreógrafo ecuatoriano (f. 1988).
- 1913: Mira Lobe, escritora austríaca (f. 1995).
- 1915: Adolfo Sánchez Vázquez, filósofo y escritor mexicano (f. 2011).
- 1915: Antonio Gutiérrez Mata, médico español (f. 1983).
- 1918: Chaim Herzog, presidente israelí (f. 1997).
- 1919: Vincenzo Torriani, directivo deportivo italiano (f. 1996).
- 1921: Virgilio Barco Vargas, presidente colombiano entre 1986 y 1990 (f. 1997).
- 1922: Agostinho Neto, político angoleño, presidente de Angola entre 1975 y 1979 (f. 1979).
- 1923: Hank Williams, cantante de country estadounidense (f. 1953).
- 1926: Héctor Gros Espiell, político uruguayo (f. 2009).
- 1927: Hélène Langevin-Joliot, física nuclear francesa.
- 1928: Roddy McDowall, actor británico (f. 1998).
- 1928: Alberto González, humorista cubano (f. 2012).
- 1929: Stirling Moss, piloto de automovilismo británico (f. 2020).
- 1929: Eliseo Prado, futbolista argentino (f. 2016).
- 1930: David Huddleston, actor estadounidense (f. 2016).
- 1930: Enrique Alejandro Mancini, periodista argentino (f. 2008).
- 1930: Thomas P. Stafford, astronauta estadounidense del programa Apolo (f. 2024).
- 1931: Anne Bancroft, actriz estadounidense (f. 2005).
- 1933: Arsenio Corsellas, actor español (f. 2019).
- 1934: Maureen Connolly, tenista estadounidense (f. 1969).
- 1934: Francisco López Contreras, futbolista y entrenador guatemalteco.

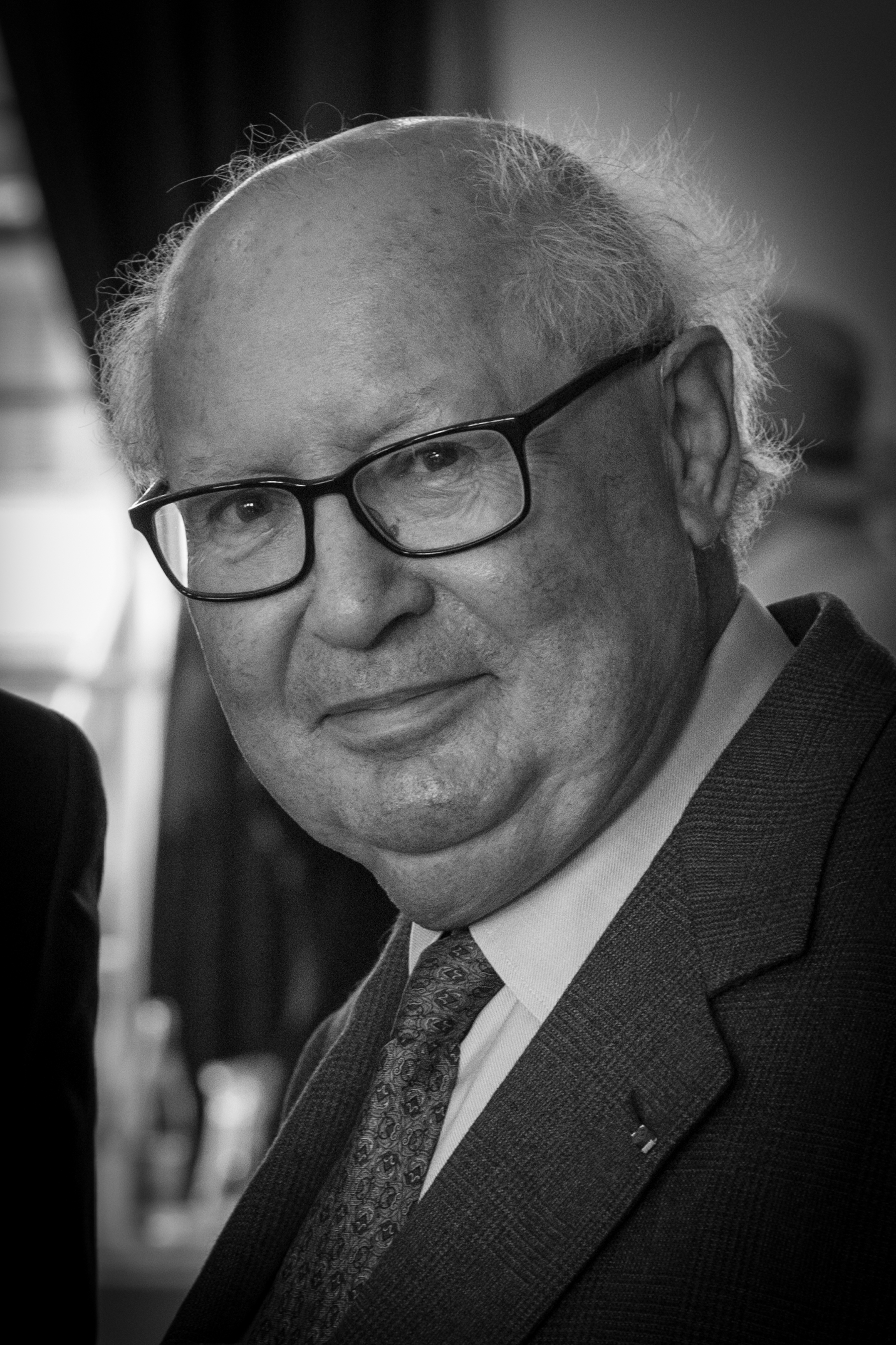
Serge Klarsfeld.

- 1935: Serge Klarsfeld, escritor, historiador y abogado francés.
- 1935: Ken Kesey, escritor estadounidense (f. 2001).
- 1935: Melcochita, actor, cómico y cantante peruano.
- 1936: Rolv Wesenlund, actor noruego (f. 2013).
- 1939: David Souter, juez estadounidense.
- 1942: Lupe Ontiveros, actriz estadounidense (f. 2012).
- 1944: Reinhold Messner, alpinista italiano.
- 1944: Michel Cullin, diplomático francés (f. 2020).
- 1945: Phil Jackson, entrenador de baloncesto estadounidense.
- 1945: Bruce Spence, actor neozelandés.
- 1946: Billy Bonds, futbolista y entrenador inglés.
- 1947: Antônio Cançado, abogado y jurista brasileño (f. 2022).
- 1948: Didith Reyes, cantante filipina (f. 2008).
- 1948: John Ritter, actor estadounidense (f. 2003).
- 1949: Chela Arias, actriz colombiana.
- 1949: Miguel Ángel Gómez Martínez, director de orquesta y compositor español.
- 1949: Karl-Heinz Werner, yudoca alemán.
- 1950: Patricia Maldonado, Cantante y presentadora de televisión chilena
- 1950: Soledad Alvear, política chilena.
- 1950: Narendra Modi, primer ministro indio.
- 1950: Hassan Nayebagha, futbolista iraní.
- 1951: Mariano Cívico cantante y músico puertorriqueño (f. 2013).
- 1951: Cassandra Peterson, actriz estadounidense.
- 1952: El Niño de la Capea (Pedro Gutiérrez Moya), torero español.

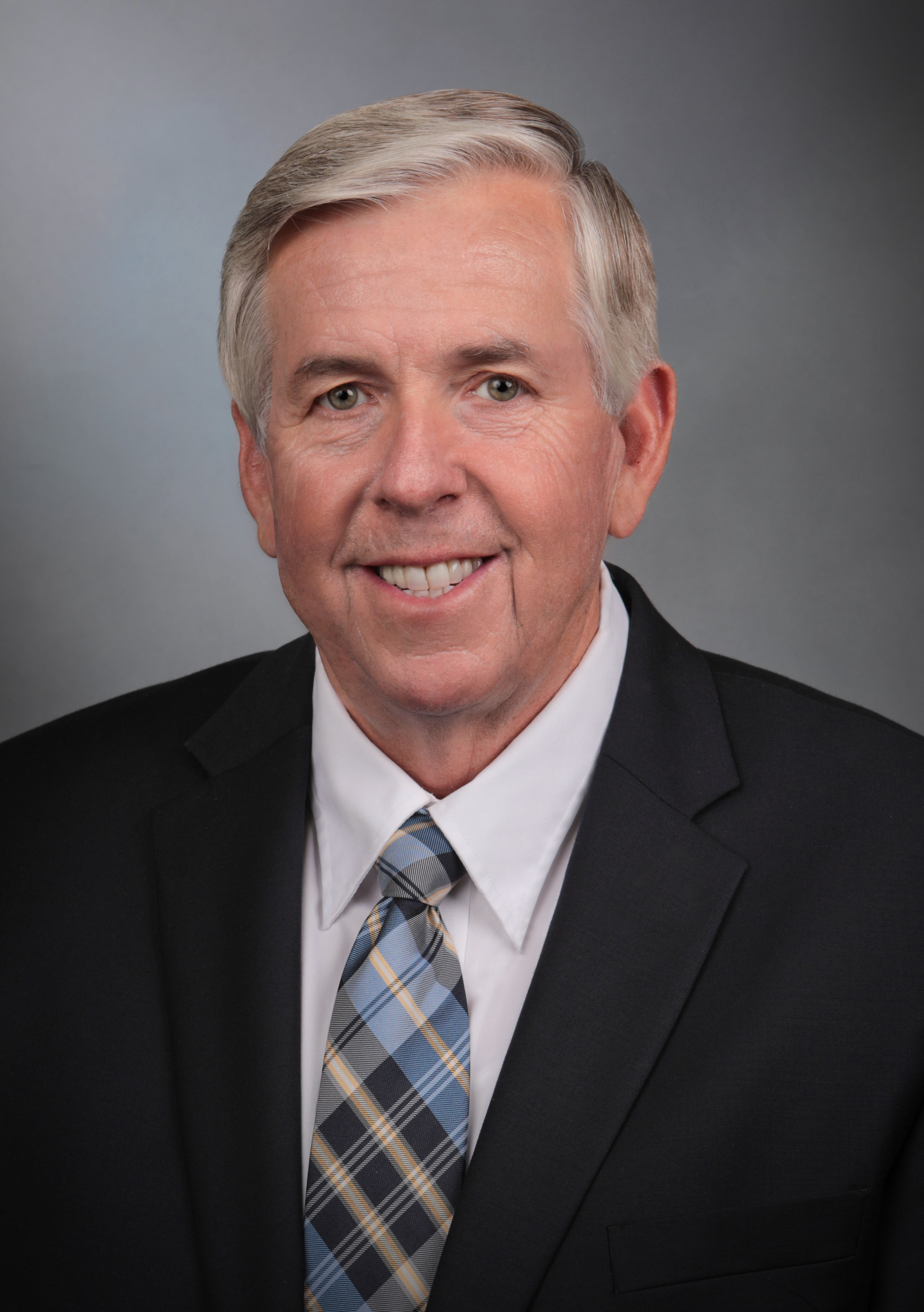
Mike Parson

- 1955: Charles Martinet, actor estadounidense de voz.
- 1955: Mahboub Juma'a, futbolista kuwaití.
- 1955: Mike Parson, político estadounidense, Gobernador de Misuri desde 2018.
- 1956: Almazbek Atambayev, presidente kirguistano.
- 1958: Nancho Novo, actor español.
- 1959: Gerson Victalino, baloncestista brasileño (f. 2020).
- 1960: Alan B. Krueger, economista estadounidense (f. 2019).
- 1960: Damon Hill, piloto británico de Fórmula 1.
- 1961: Ty Tabor, músico estadounidense, de la banda King's X.
- 1961: Kevin Crow, futbolista estadounidense.
- 1962: Baz Luhrmann, cineasta australiano.
- 1962: Paul Feig, cineasta estadounidense
- 1963: Rami Saari, poeta israelí.
- 1963: Yuji Keigoshi, futbolista japonés.
- 1963: Benito Sánchez, futbolista español.
- 1963: Olga Burova, atleta rusa.
- 1963: Ana Luisa Cid Fernández, ufóloga mexicana.
- 1963: Lola Robles, escritora española.
- 1963: Benito Cabrera, músico español.
- 1963: Jeff Ballard, baterista estadounidense.
- 1963: Nicolás Navarro Castro, futbolista mexicano.
- 1963: Pedro Xavier Solís Cuadra, poeta, académico, crítico, ensayista, narrador e investigador nicaragüense.
- 1963: Francis Françoise, actor, comediante, transformista y activista por los derechos LGTB chileno (f. 2014).
- 1963: Yao Amani, futbolista marfileño.
- 1964: Ursula Karven, modelo y actriz alemana.
- 1965: Bryan Singer, cineasta estadounidense.
- 1965: Yūji Naka, programador del juego original Sonic the Hedgehog.
- 1965: Pintado, futbolista y entrenador brasileño.
- 1966: Doug E. Fresh, rapero, productor y beatboxer estadounidense.
- 1966: Stéphane Rousseau, actor y comediante canadiense.

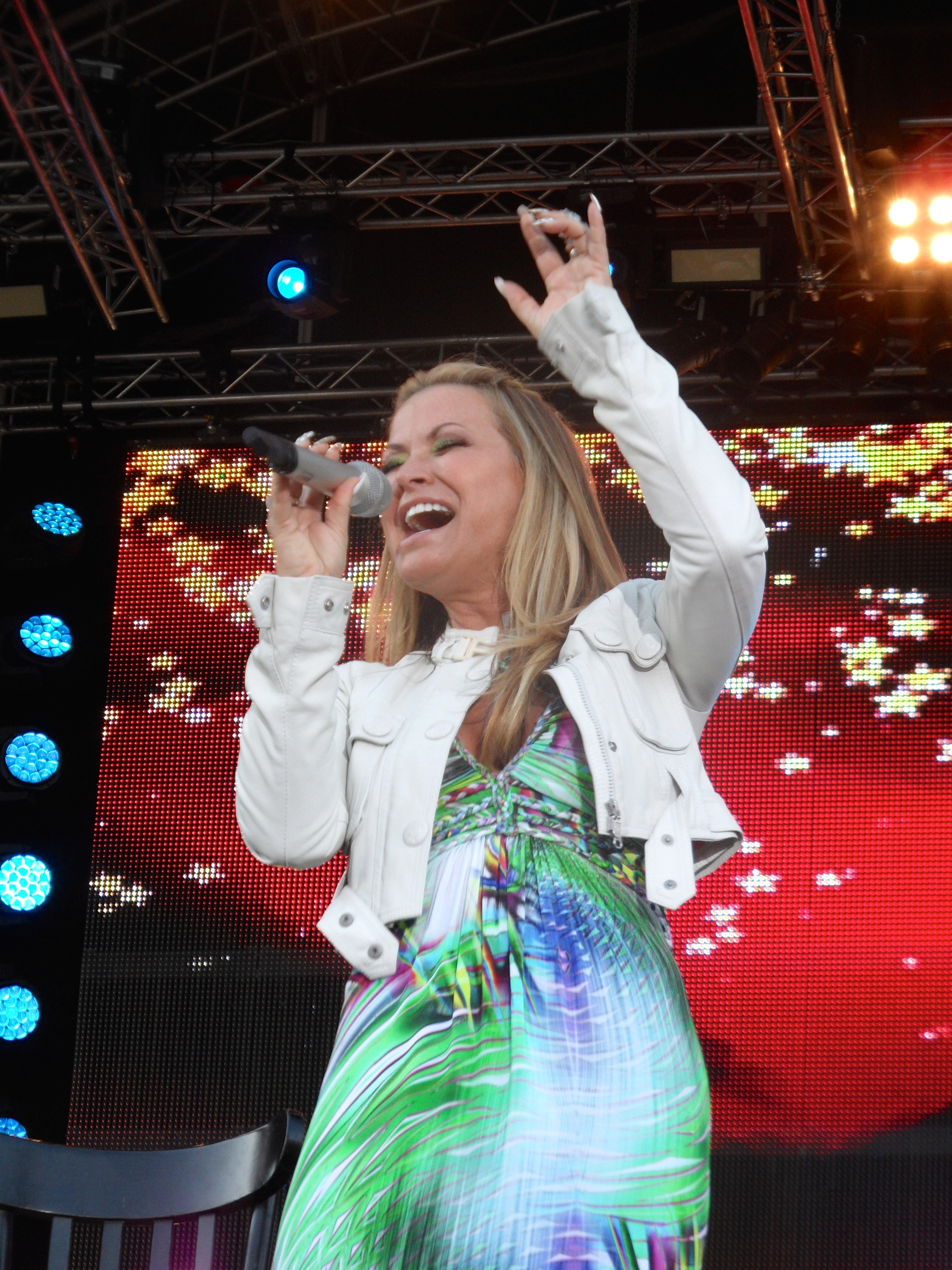
Anastacia

- 1966: Marisol Membrillo, actriz española.
- 1967: María Fernanda García, actriz mexicana.
- 1967: Koen Wauters, cantante belga.
- 1967: Juan Pablo Colmenarejo, periodista español (f. 2022).
- 1967: Michael Carbajal, boxeador estadounidense.
- 1968: Anastacia, cantante y compositora estadounidense.
- 1968: Marie Chantal de Grecia, princesa danesa.
- 1968: Paul Tracy, piloto de automovilismo canadiense.
- 1968: Karsten Just, atleta alemán.

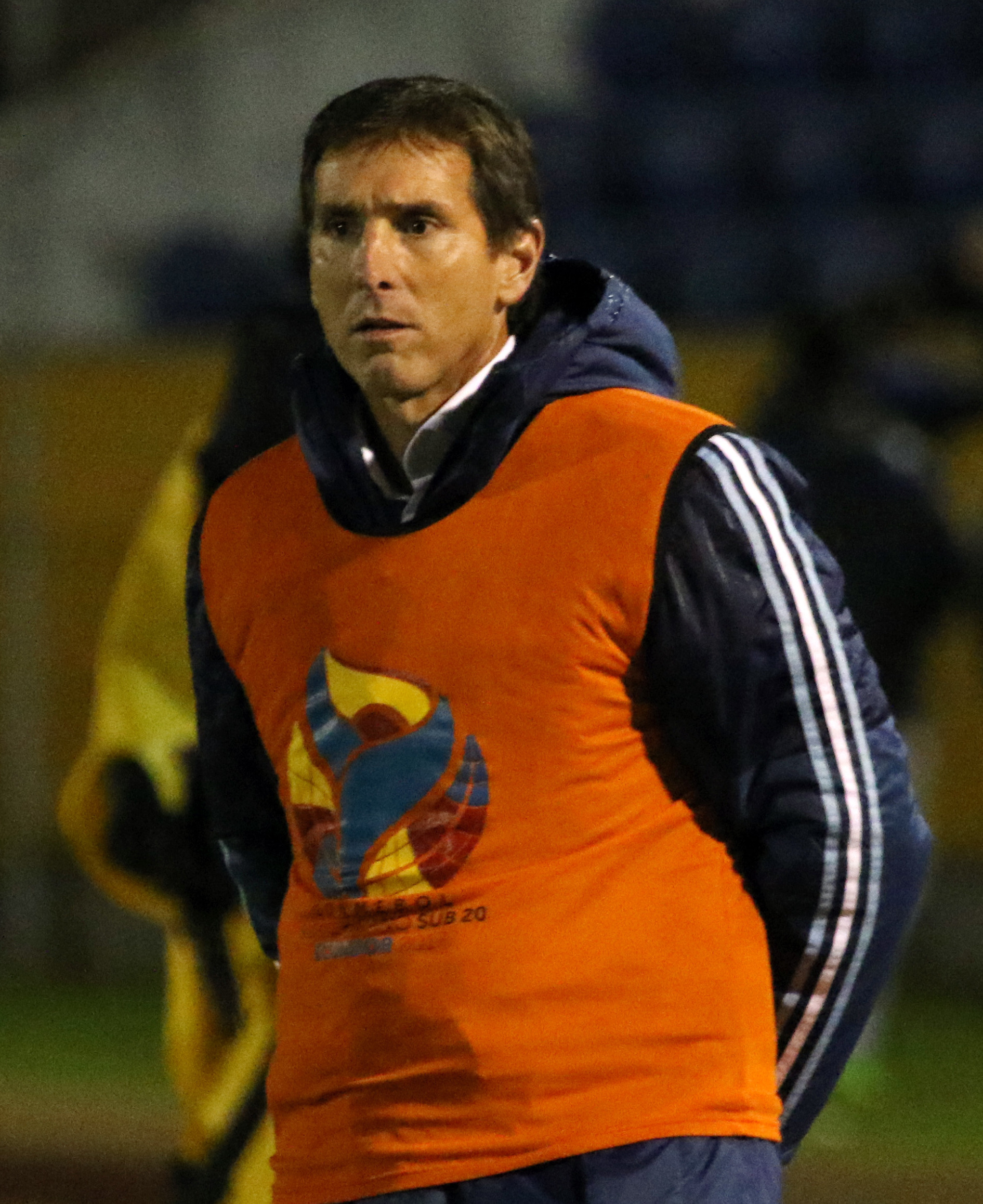
Claudio Úbeda

- 1968: Predrag Stanković, futbolista serbio.
- 1968: Tito Vilanova, futbolista retirado y entrenador español (f. 2014).
- 1969: Claudio Úbeda, futbolista retirado y entrenador argentino.
- 1969: Keith Flint, vocalista británico, de la banda The Prodigy (f. 2019).
- 1970: Jaume García, futbolista español.
- 1970: Paco Sanz, estafador español.
- 1970: Michael Mols, futbolista neerlandés.
- 1971: Adriana Karembeu, modelo eslovaca.
- 1971: Jens Voigt, ciclista alemán.
- 1971: Sergej Barbarez, futbolista bosnio.
- 1971: Annika Duckmark, modelo y presentadora de televisión sueca.
- 1971: Bobby Lee, actor y comediante estadounidense.
- 1972: Llewellyn Riley, futbolista barbadense.
- 1973: Demis Nikolaidis, futbolista griego.
- 1973: Petter Rudi, futbolista noruego.
- 1973: Diego Albanese, rugbista argentino.
- 1973: Bernardo Duque, locutor, actor de doblaje, presentador de televisión y arreglista colombiano (f. 2013).
- 1974: Darío Rodríguez, futbolista uruguayo
- 1974: Austin St. John, actor estadounidense.
- 1974: Rasheed Wallace, baloncestista estadounidense.

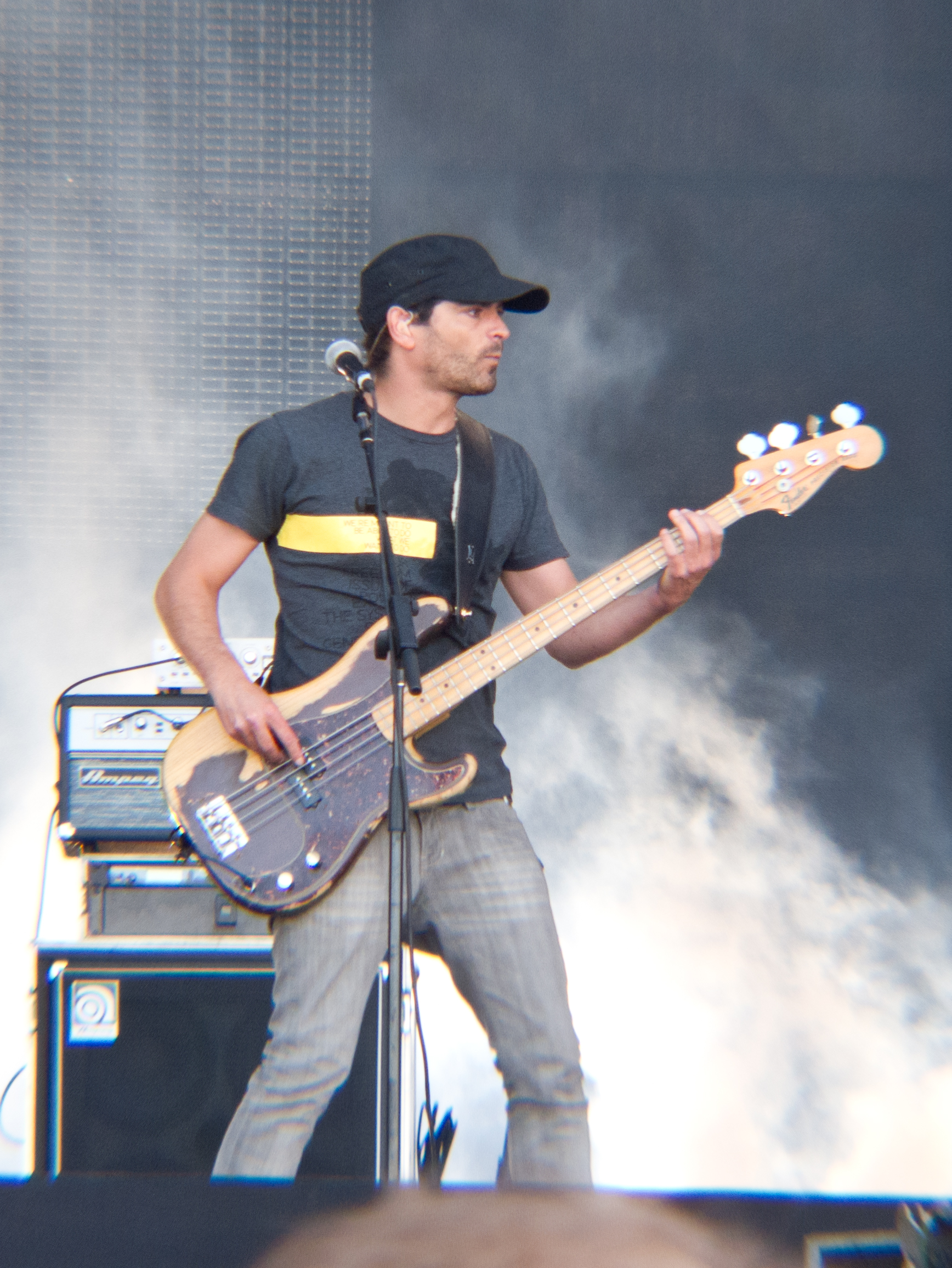
Álvaro Fuentes

- 1974: Andre Luiz de Souza Silva, futbolista brasileño.
- 1974: Stacy Kamano, actriz estadounidense.
- 1975: Álvaro Fuentes, músico español de la banda La Oreja de Van Gogh.
- 1975: Jimmie Johnson, piloto de automóviles stock estadounidense.
- 1975: Vicente Fernández Pujante, futbolista español.
- 1975: Alexa von Schwichow, yudoca alemana.
- 1976: Raúl López González, futbolista español.
- 1977: Juan Antonio Flecha, ciclista español.
- 1977: Denis Kang, luchador de artes marciales mixtas francés.
- 1977: Francisco Pancho Maciel, futbolista argentino.
- 1977: Simone Perrotta, futbolista italiano.
- 1978: Cristina Alcázar, actriz española.
- 1978: Pablo Casar, futbolista español.
- 1978: Arne Slot, futbolista neerlandés.
- 1979: Chuck Comeau, músico canadiense de la banda Simple Plan.
- 1979: Neill Blomkamp, cineasta sudafricano-canadiense
- 1979: Ingrid Martz, actriz y modelo mexicana.
- 1979: Robby Navarro, cantante filipino.
- 1979: Carlinhos Bala, futbolista brasileño.
- 1979: Billy Miller, actor estadounidense (f. 2023).
- 1981: Julio Alcorsé, futbolista argentino.
- 1981: Bakari Koné, futbolista marfileño.
- 1982: Neto Baiano, futbolista brasileño.
- 1982: Regina Deutinger, modelo alemana.
- 1983: Knox Cameron, futbolista estadounidense.
- 1983: Jennifer Peña, cantante estadounidense.
- 1983: Sanaya Irani, actriz y modelo india.
- 1983: Christian Yeladian, futbolista uruguayo.
- 1984: De la Ghetto, cantante puertorriqueño.
- 1984: Michel Fabrizio, piloto de motociclismo italiano.
- 1984: Marián Kovačócy, tirador eslovaco.
- 1985: Tupouto'a 'Ulukalala, aristócrata tongano.
- 1985: Jon Walker, bajista estadounidense de la banda Panic! at the Disco.
- 1985: Garidmagnai Bayasgalan, futbolista mongol.
- 1985: Tomáš Hubočan, futbolista eslovaco.
- 1985: Masahiko Ichikawa, futbolista japonés.
- 1985: Rodolfo Massi, ciclista italiano.
- 1986: Paolo De Ceglie, futbolista italiano.
- 1986: Fiona O'Sullivan, futbolista irlandesa-estadounidense.
- 1986: Filip Lončarić, futbolista croata.
- 1986: Kristina Sundov, futbolista croata.
- 1986: Antón Alijánov, político ruso, sexto Gobernador del Óblast de Kaliningrado
- 1986: Yoshitsugu Matsuoka, actor de voz y cantante japonés.
- 1986: Sophie, cantante, compositora, productora y DJ británica (f. 2021).
- 1987: Felicia Provost, modelo estadounidense.
- 1987: Lionel Brown, futbolista estadounidense.
- 1987: Paul Huntington, futbolista inglés.
- 1987: Henk Norel, baloncestista neerlandés.
- 1987: Christina Jones, nadadora estadounidense.
- 1988: Stephen Sunday, futbolista nigeriano.
- 1988: Pável Mamáyev, futbolista ruso.
- 1988: Thiago Heleno, futbolista brasileño.
- 1988: Rafael Vaz, futbolista brasileño.
- 1988: Michael Fitzgerald, futbolista japonés-neozelandés.
- 1989: Dijon Talton, actor, cantante y bailarín estadounidense.
- 1989: Tomáš Urban, balonmanista eslovaco.
- 1990: Harmony Ikande, futbolista nigeriano.
- 1990: Renae Ayris, modelo australiana.
- 1990: Tim Myers, futbolista neozelandés.
- 1990: Kamil Gradek, ciclista polaco.
- 1990: Theo Reinhardt, ciclista alemán.
- 1990: Carles Salvador Vidal, futbolista español.
- 1991: Mena Massoud, actor canadiense.
- 1991: Uche Nwofor, futbolista nigeriano.
- 1991: Lieke Wevers, gimnasta artística neerlandesa.
- 1991: Minako Kotobuki, seiyū y cantante japonesa.
- 1991: Ruslan Kurbanov, esgrimidor kazajo.
- 1992: Kemar Lawrence, futbolista jamaicano.
- 1992: Philip Doyle, remero irlandés.
- 1993: Joe Bryan, futbolista inglés.
- 1993: Amr Warda, futbolista egipcio.
- 1993: Carlos García, futbolista español.
- 1993: Sofiane Boufal, futbolista franco-marroquí.
- 1994: Denyse Tontz, actriz y cantante estadounidense.
- 1994: Nora Cano, actriz y cantante mexicana.
- 1994: Javier Eduardo López, futbolista mexicano.
- 1994: Cristofer Suárez, futbolista ecuatoriano.
- 1995: Patrick Mahomes II, jugador estadounidense de fútbol americano.
- 1995: Marija Banušić, futbolista sueca.
- 1995: YooA, cantante surcoreana y integrante del grupo Oh My Girl.
- 1995: Aruna Dzhangueldina, yudoca kazaja.
- 1995: Dominik Hładun, futbolista polaco.
- 1996: Duje Ćaleta-Car, futbolista croata.
- 1996: Masato Kojima, futbolista japonés.
- 1996: Esteban Ocon, piloto de automovilismo francés.
- 1996: Berto Cayarga, futbolista español.
- 1996: Matija Gregurić, atleta croata.
- 1996: Ella Purnell, actriz británica.
- 1996: Sorush Ahmadi, taekwondista iraní.
- 1996: Jurato Ikeda, futbolista japonés.
- 1996: Leonardo Marchi, futbolista argentino.
- 1997: Chavany Willis, futbolista jamaicano.
- 1997: Derrick Alston Jr., baloncestista estadounidense.
- 1997: Raphael Haaser, esquiador alpino austriaco.
- 1997: Alohi Gilman, jugador de fútbol americano estadounidense.
- 1997: Auston Matthews, jugador de hockey sobre hielo estadounidense.
- 1997: Jean Pineda, futbolista colombiano.
- 1997: Tomás Albornoz, rugbista argentino.
- 1997: Ornella Bankolé, baloncestista francesa.
- 1997: Emma Hinze, ciclista alemana.
- 1998: Julio Villalba, futbolista paraguayo.
- 1998: Saptoyoga Purnomo, atleta indonesio.
- 1998: Su Po-Ya, taekwondista taiwanesa.
- 1998: Jaylen Watson, jugador de fútbol americano estadounidense.
- 1998: Mario Ferraro, jugador de hockey sobre hielo canadiense.
- 1999: Daiju Sasaki, futbolista japonés.
- 1999: Julia van Bergen, cantante neerlandesa.
- 1999: Gleofilo Vlijter, futbolista surinamés.
- 1999: Giorgos Nikas, futbolista griego.
- 1999: Damian Żurek, patinador de velocidad polaco.
- 1999: Khalimatus Sadiyah, jugadora de bádminton indonesia.
- 1999: Wilfrid Nkaya, futbolista congoleño.
- 1999: Mateo Abeijón, futbolista uruguayo.
- 1999: Tyson Etienne, baloncestista estadounidense.
- 2000: Brayan Palmezano, futbolista venezolano.
- 2000: Victor Eriksson, futbolista sueco.
- 2001: Guillermo Lasheras, actor español.
- 2001: Carmen Corley, tenista estadounidense.
- 2002: Zena, cantante bielorrusa.
- 2002: Alexander Cohoon, nadador británico.
- 2002: Ryonosuke Kabayama, futbolista japonés.
- 2005: Jakub Lewicki, futbolista polaco.
- 2005: Olivia Moultrie, futbolista estadounidense.
- 2006: Ella Jay Basco, actriz estadounidense.
- 2007: Germán Barbas, futbolista uruguayo.

## Fallecimientos
- 1179: Hildegard de Bingen, abadesa, compositora y escritora alemana (n.1098).
- 1485: Pedro Arbués, sacerdote español (n. 1441).
- 1609: Rabbi Judah Loew, rabino checo, se le conoce por la creación del golem (n. 1530).
- 1621: Roberto Belarmino, jesuita y cardenal italiano (n. 1542).
- 1665: Felipe IV, rey español (n. 1605).
- 1679: Juan José de Austria, político y militar español (n. 1629).
- 1791: Tomás de Iriarte, poeta español (n. 1750).
- 1823: Abraham Louis Breguet, físico, relojero y empresario suizo (n. 1747).
- 1836: Antoine Laurent de Jussieu, médico y botánico francés (n. 1748).
- 1852: Francisco Javier Echeverría, político mexicano (n. 1797).
- 1853: Laureano Pineda, político nicaragüense, Supremo Director del Estado de Nicaragua en dos oportunidades (n. 1802).
- 1858: Dred Scott, activista estadounidense (n. 1799).
- 1863: Alfred de Vigny, poeta, dramaturgo, y novelista francés (n. 1797).
- 1863: Carlos de Chacón y Michelena, capitán de navío español y primer gobernador de Fernando Poo (n. 1816).
- 1865: Luis de Usoz, hebraísta y erudito español (n. 1805).
- 1877: William Fox Talbot, inventor y fotógrafo británico (n. 1800).
- 1879: Eugène Viollet-le-Duc, arquitecto francés (n. 1814).
- 1892: Rudolf von Ihering, jurista y filósofo alemán (n. 1818).
- 1894: José Manuel Estrada, orador, periodista e historiador argentino (n. 1842).
- 1901: Juan Esteban Rodríguez Segura, político chileno (n. 1818).
- 1924: Luis Tejada Cano, fue un periodista y cronista colombiano (n. 1898).
- 1942: Alfonso Luis Herrera, biólogo mexicano (n. 1868).
- 1942: Klavdia Necháieva, aviadora militar soviética (n. 1916)
- 1948: Folke Bernadotte, diplomático sueco (n. 1895).
- 1951: Jimmy Yancey, pianista y compositor de blues estadounidense (n. 1898).
- 1963: Eduard Spranger, filósofo y psicólogo alemán (n. 1882).
- 1965: Alejandro Casona, dramaturgo español (n. 1903).
- 1966: Fritz Wunderlich, tenor alemán (n. 1930).
- 1968: Jaime Eyzaguirre, historiador chileno (n. 1908).
- 1972: Rafael Bernal, diplomático y escritor mexicano (n. 1915).
- 1972: Akim Tamiroff, actor soviético (n. 1899).
- 1973: Eugenio Garza Sada, empresario mexicano (n. 1892).
- 1979: Miloslav Kabeláč, compositor checo (n. 1908).
- 1980: Anastasio Somoza Debayle, militar y dictador nicaragüense (n. 1925).
- 1984: Richard Basehart, actor estadounidense (n. 1914).
- 1986: Pat Phoenix, actriz británica (n. 1923).
- 1991: Rob Tyner, cantante y músico estadounidense, de la banda MC5 (n. 1944).
- 1994: Karl Popper, filósofo británico (n. 1902).
- 1996: Spiro Agnew, vicepresidente estadounidense (n. 1918).
- 1996: Teodoro "Lolo" Fernández, futbolista peruano (n. 1913).
- 1996: Felipe Herrera, economista y político chileno (n. 1922).
- 1997: Red Skelton, actor y cómico estadounidense (n. 1913).
- 1998: Ralph Pappier, cineasta argentino de origen chino (n. 1914).
- 2001: Rodrigo Uría González, abogado español, Premio Príncipe de Asturias 1990 (n. 1906).
- 2005: Alfred Reed, compositor estadounidense (n. 1921).
- 2007: Miguel Ramón Izquierdo, político español (n. 1919).
- 2009: Noordin Mohammad Top, terrorista malasio (n. 1968)
- 2010: Laura Daners, periodista, presentadora de televisión y nadadora uruguaya (n. 1967).[1]
- 2010: Patrick Aduma, actor nigeriano-argentino (n. 1966).
- 2011: Ignacio Fernández de Castro, sociólogo y abogado español (n. 1919).
- 2011: Kurt Sanderling, director de orquesta y músico alemán (n. 1912).
- 2011: Moisés Villanueva de la Luz, político mexicano (n. 1964).

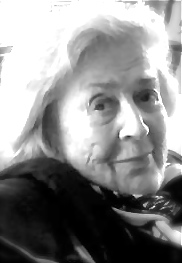
China Zorrilla

- 2011: Rodolfo Gajardo, profesor y ecólogo chileno (n. 1947).
- 2012: Sylvia Bermann, psiquiatra, catedrática y montonera argentina (n. 1922).
- 2013: Frank Scantori (69), director de teatro y actor británico (n. 1943).[2]
- 2014: China Zorrilla, actriz uruguaya (n. 1922).
- 2015: Dettmar Cramer, entrenador de futbol alemán (n. 1925).
- 2015: Pablo Rieznik, político y profesor de universidad argentino (n. 1949).
- 2016: Bahman Golbarnezhad, paraciclista iraní (n. 1968).
- 2016: Charmian Carr, actriz estadounidense (n. 1942).
- 2017: Carlos Íñigo, actor de doblaje mexicano (n. 1960).
- 2017: René Drucker Colín, científico mexicano (n. 1937).
- 2018: Celia Barquín, golfista española (n. 1996).
- 2020: Carlos Villamizar, actor venezolano (n.1935)
- 2020: Luboš Perek, astrónomo checo (n. 1919).
- 2020: Ricardo Ciciliano, futbolista colombiano (n. 1976).
- 2020: Winston Groom, escritor e historiador estadounidense (n. 1943).
- 2021: Abdelaziz Buteflika, militar y político argelino, presidente de Argelia de 1999 a 2019 (n. 1937).
- 2021: Alfonso Sastre, escritor, dramaturgo, ensayista y guionista cinematográfico español (n. 1926).
- 2021: Alfred Miodowicz, político y sindicalista polaco (n. 1929).
- 2021: Carlos Gianelli, diplomático, político y abogado uruguayo (n. 1948).
- 2021: Rey Vásquez, actor colombiano (n. 1938).
- 2023: Pepe Domingo Castaño, presentador de radio y televisión, cantante y escritor español (n. 1942).

## Celebraciones
- Día Mundial de la Seguridad del Paciente (en inglés: World Patient Safety Day).[3]Fecha para promover acciones para fomentar la seguridad en la atención de la salud de personas en los centros de salud.
- Día Mundial del Síndrome de Kleefstra.[3]
- Día Mundial de la Manta o Manta raya, pez cartilaginoso de los mares tropicales y subtropicales, para crear conciencia sobre su estado de conservación.
- Día Mundial de la Fiebre Mediterránea Familiar.[4]
- Día Internacional de la Música Country.[3]En homenaje a Hank Williams (1923 - 1953), uno de los artistas de este género más populares del siglo XX.
- Día del Patrimonio del Mercosur.[3]

 Por países
(Por orden alfabético)
- Angola:
  - Día de los Héroes.[5]

- Argentina:
  - Día del Profesor.[3][6]En honor a José Manuel Estrada.
  - Día del Psicopedagogo.[3][7]

- Australia:
  - Día de la Ciudadanía Australiana.

- Chile:
  - Día del Huaso y de la Chilenidad.[8]

- España:
  - Día de Melilla.

- Estados Unidos:
  - Día de la Constitución (en inglés: Constitution Day). Aniversario de la firma oficial de la Constitución de los Estados Unidos en 1787.
  - Día Nacional del Registro de Votantes (2024).
  - Día Nacional de los Profesionales de la Limpieza Doméstica

- Guatemala:
  - Día del Profesional Humanista Educador.

- Honduras:
  - Día del Maestro. En homenaje a José Trinidad Reyes.

- Perú:
  - Día de la Geología Nacional. En homenaje al sabio Carlos Lissón Beingolea, considerado el padre de la geología peruana, que nació un 17 de septiembre de 1868 (hace ya 156 años, 10 meses y 20 días).

### Santoral católico

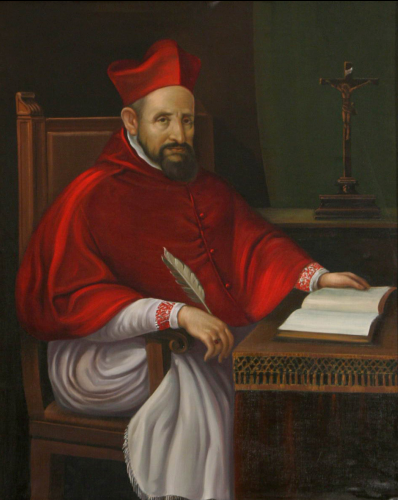
San Roberto Belarmino.

- San Roberto Belarmino, obispo y doctor de la Iglesia (1621).
- San Sátiro de Milán (377).
- San Lamberto de Maastricht, obispo y mártir (705).
- San Rodingo de Argona, abad (s. VIII).
- Santa Columba de Córdoba, virgen y mártir (853).
- San Reinaldo de Mélinais (1104).
- Santa Hildegarda de Bingen, virgen (1179).
- Beato Querubín Testa, presbítero (1479).
- San Pedro Arbués, presbítero y mártir (1485).
- San Manuel Nguyen Van Trieu, presbítero y mártir (1798).
- San Francisco María de Camporosso (1866).
- San Segismundo Félix Felinski, obispo (1895).
- Beatos Juan Ventura Solsona y 'Timoteo Valero Pérez', presbíteros y mártires (1936).
- Beato Segismundo Sajna, presbítero y mártir (1940).